# Collegio elettorale di Colle
Il collegio elettorale di Colle è stato un collegio elettorale uninominale del Regno di Sardegna, uno dei sei della provincia di Siena. Con la proclamazione del Regno d'Italia e il cambio di denominazione del capoluogo il territorio è stato compreso nel collegio di Colle di Val d'Elsa.
Fu creato in base al decreto del Consiglio dei Ministri del Regio governo delle Toscana del 21 gennaio del 1860. Il territorio del collegio comprendeva i mandamenti e comuni di Colle, Castellina in Chianti, Gaiole, San Gimignano, Poggibonsi e Radda.

## Dati elettorali
Nel collegio si svolsero votazioni solo per la settima legislature.

### VII legislatura
Le votazioni si svolsero in 387 collegi uninominali a doppio turno. Come previsto dalla legge elettorale del 20 novembre 1859, era eletto al primo turno il candidato che «riunisce in suo favore più del terzo dei voti del total numero dei membri componenti il collegio e più della metà dei suffragi dati dai votanti presenti all'adunanza» (art. 91). Se nessun candidato era eletto, al ballottaggio tra i due candidati con più voti era eletto chi otteneva il maggior numero di voti (art. 92) o, in caso di ugual numero di voti, il maggiore d'età (art. 93).
| Partito                            | Partito                            | Candidato                          | Risultati 25 marzo 1860 | Risultati 25 marzo 1860 |
| Partito                            | Partito                            | Candidato                          | Voti                    | %                       |
| ---------------------------------- | ---------------------------------- | ---------------------------------- | ----------------------- | ----------------------- |
|                                    | —                                  | Ferdinando Andreucci               | 386                     | 98,47                   |
|                                    | —                                  | Cesare Ridolfi                     | 2                       | 0,51                    |
|                                    | —                                  | Altri                              | 4                       | 1,02                    |
|                                    |                                    |                                    |                         |                         |
| Iscritti                           | Iscritti                           | Iscritti                           | 633                     | 100,00                  |
| ↳ Votanti (% su iscritti)          | ↳ Votanti (% su iscritti)          | ↳ Votanti (% su iscritti)          | 395                     | 62,40                   |
| ↳ Voti validi (% su votanti)       | ↳ Voti validi (% su votanti)       | ↳ Voti validi (% su votanti)       | 392                     | 99,24                   |
| ↳ Schede non valide (% su votanti) | ↳ Schede non valide (% su votanti) | ↳ Schede non valide (% su votanti) | 3                       | 0,76                    |
| ↳ Astenuti (% su iscritti)         | ↳ Astenuti (% su iscritti)         | ↳ Astenuti (% su iscritti)         | 238                     | 37,60                   |

L'elezione fu convalidata dalla Camera dei Deputati nella tornata del 6 aprile 1860